# Beanspruchung (Technische Mechanik)
Unter Beanspruchung wird in der Technik die Gesamtheit der äußeren  physikalischen und/oder  chemischen Einwirkungen einer äußeren Belastung auf einen Körper verstanden. Diese Einwirkungen können grundsätzlich  mechanischer,  thermischer, medialer,  klimatischer,  radiologischer oder anderweitiger Art sein.

## Beanspruchung in der technischen Mechanik
Beanspruchung ist in der  technischen Mechanik die Einwirkung der  äußeren Kräfte auf einen in der Regel festen Körper bzw. ein  Bauteil. Es ist zu unterscheiden zwischen einer  Oberflächenbeanspruchung, z. B. durch  Druck und/oder Reibungskräfte, und der Beanspruchung des Inneren des Körpers. Die Beanspruchung ist eine maßgebende Größe bei der Auslegung bzw. Dimensionierung von Bauteilen.

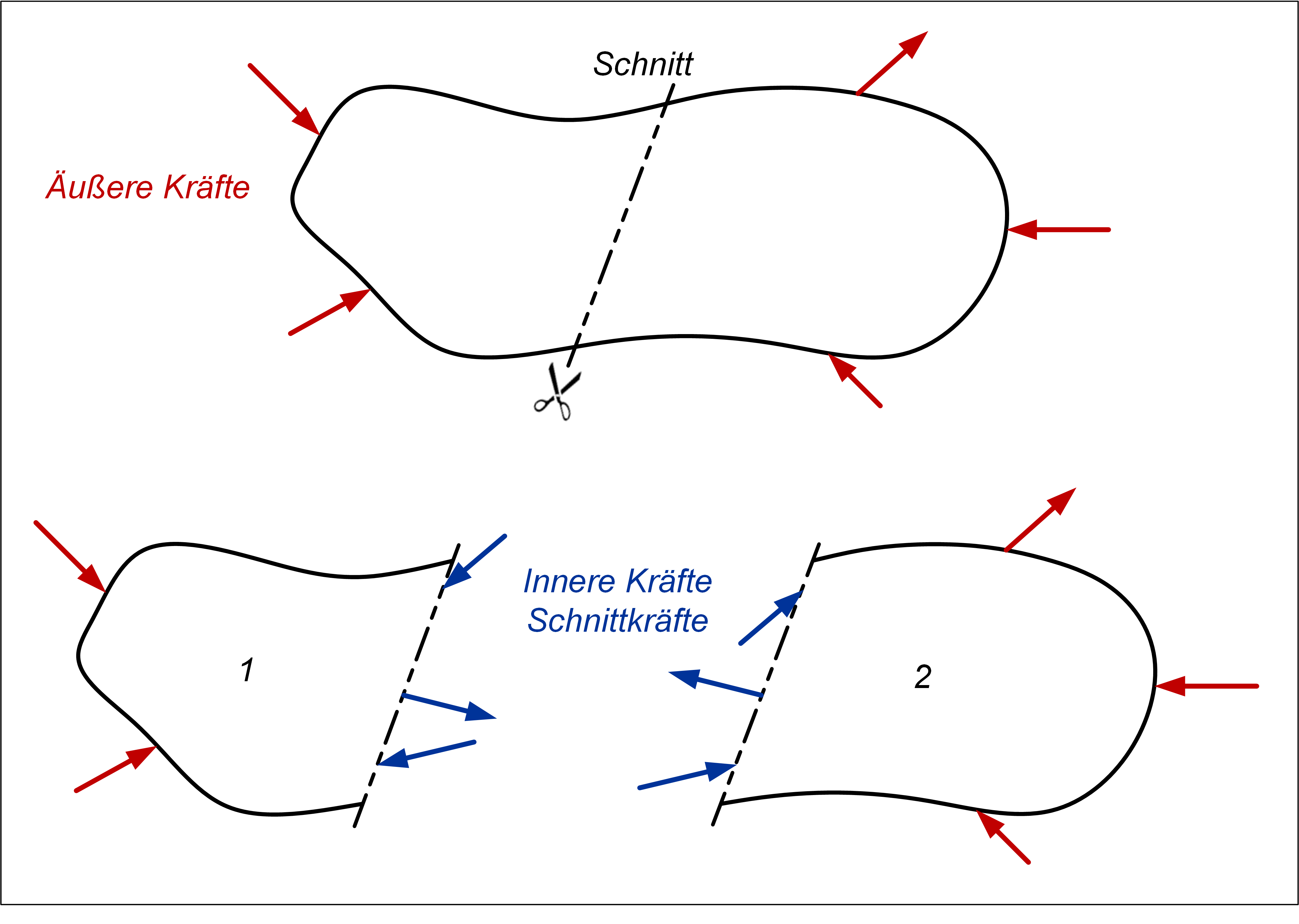
Schnittprinzip: Innere Kräfte (Beanspruchung) im belasteten Körper

Die Beanspruchung im Inneren des Körpers kann nach dem Schnittprinzip durch die Dyname aus einem Kraftvektor {\displaystyle {\vec {F}}} und einem  Momentvektor {\displaystyle {\vec {M}}} im  Schwerpunkt der gedachten Schnittfläche dargestellt werden. Diese Dyname repräsentiert gleichzeitig die resultierende Wirkung der als  mechanische Spannungen über die Schnittfläche verteilten inneren Kräfte bzw. Schnittkräfte; denen sie  statisch äquivalent ist.
Bei Anwendung des Schnittprinzips auf einen belasteten Körper liegen drei  Gleichgewichtssysteme vor, nämlich das Gleichgewicht der äußeren Kräfte (Belastung) am Körper als Ganzes sowie das Gleichgewicht der äußeren und der inneren Kräfte an den beiden durch den Schnitt getrennten Teilkörper.

### Ermittlung der Beanspruchung
Für die Ermittlung der Beanspruchung gibt es zwei Möglichkeiten: Aufstellen und Lösen der Gleichgewichtsbedingungen am betrachteten Teilkörper mit Einbezug der im Schnitt wirkenden Dyname oder durch Reduktion der „abgeschnittenen“ äußeren Kräfte in den Schnittflächenschwerpunkt. Bei  statisch bestimmten Problemen reichen die Gleichgewichtsbedingungen dafür aus. Statisch unbestimmte Probleme erfordern zusätzlich Aussagen über den Zusammenhang der Verformung des Körpers in Abhängigkeit der äußeren Kräfte.
Für die Beanspruchungermittlung in der technischen Mechanik werden in vielen praktischen Fällen Modellannahmen getroffen, bei denen Körpern ein linearelastisches Verhalten unterstellt wird, auf deren Grundlage dann die Verformungen berechnet werden. Im linearelastischen Fall werden die Verformungen idealisiert als voll reversibel angenommen – man spricht dann auch von „vollelastischen Körpern“ –, womit sich ein linearer Zusammenhang zwischen Belastung, Beanspruchung und Verformung ergibt. So etwas wie „bleibende Dehnungen“ gibt es in einer solchen Theorie nicht. Diese sogenannte „Theorie 1. Ordnung“ führt in der Regel, insbesondere bei kleinen Verformungen, zu hinreichend genauen Ergebnissen. Wird die Beanspruchung in einer  Theorie 2. Ordnung am verformt gedachten Körper ermittelt, wie dies bei bestimmten Problemstellungen wie z. B.  Knicken oder anderen Instabilitätserscheinungen erforderlich ist, entstehen Differentialgleichungen, bei denen der Zusammenhang zwischen Beanspruchung und Verformung nichtlinear wird. Teilplastische und vollplastische Modellannahmen für Körper sind ebenfalls prinzipiell möglich; solche führen dann zu anderen Berechnungsmethoden wie im Fall linearelastischer Körper.

### Beanspruchungsarten

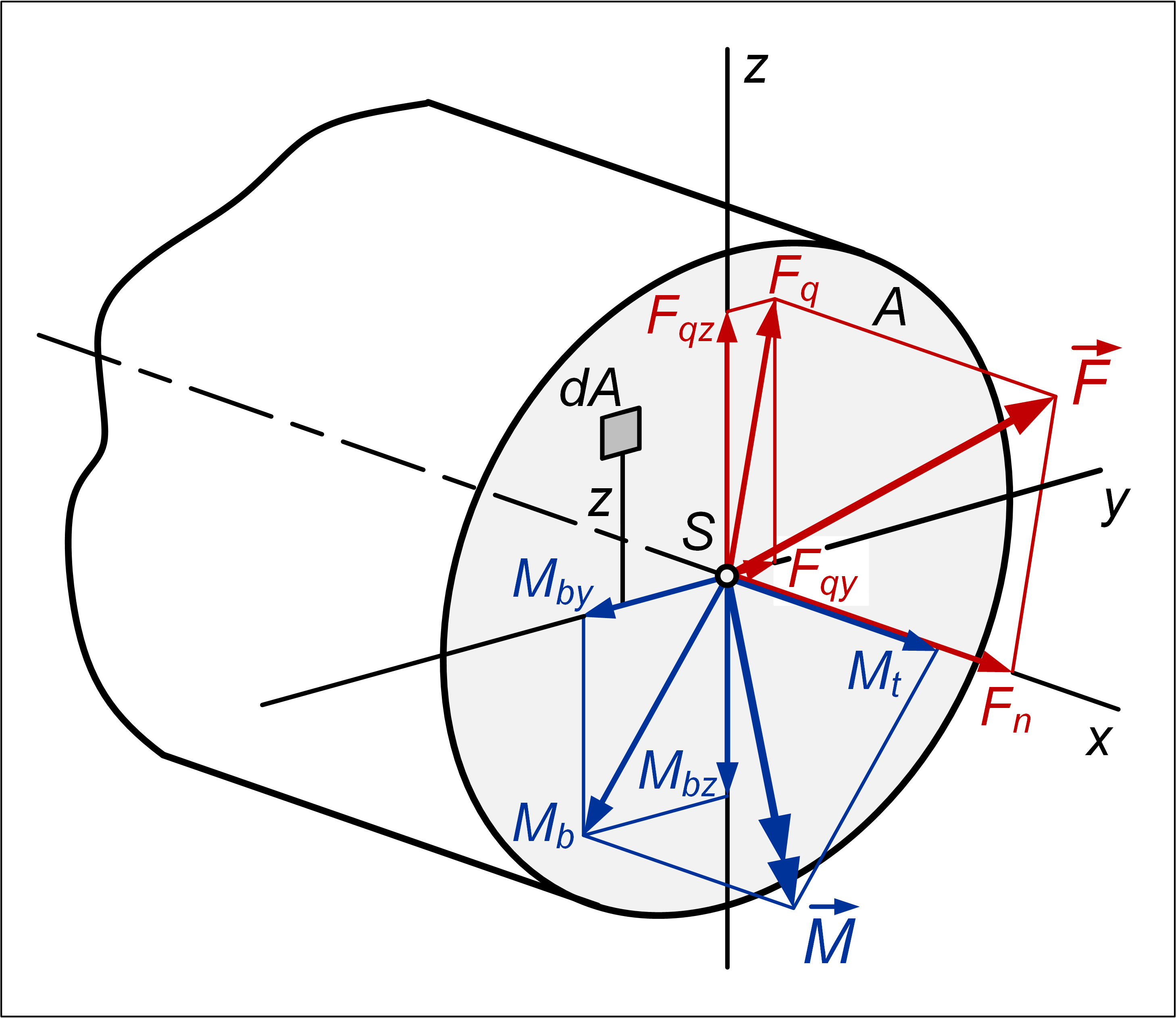
Dyname der inneren Kräfte mit ihren Komponenten im Querschnitt eines belasteten Körpers

Die Zerlegung der beiden Vektoren der Dyname in je eine Komponente normal und tangential zur Schnittfläche ergibt die vier in der Festigkeitslehre relevanten  statischen Größen bzw. Beanspruchungsarten
- Normalkraft {\displaystyle F_{n}}: Beanspruchung auf  Zug oder Druck

Zug- und Druckkräfte werden oft durch ein positives bzw. negatives Vorzeichen gekennzeichnet. Die Unterscheidung zwischen Zug und Druck ist werkstoffmechanisch relevant, da sich die Werkstoffe diesbezüglich unterschiedlich verhalten. Zudem besteht bei Druckbeanspruchung schlanker  Stäbe oder dünnwandiger Flächentragwerke das Risiko des Versagens durch Instabilität (Knicken, Beulen).
- Querkraft {\displaystyle F_{q}}: Beanspruchung auf Schub, auch etwa  Scherung genannt.

Abscheren ist ein Spezialfall des Schubes in Querschnitten, die durch äußere Kräfte direkt in der Schnittebene beansprucht werden.
- Biegemoment {\displaystyle M_{b}}: Beanspruchung auf  Biegung (Mechanik)
- Torsionsmoment {\displaystyle M_{t}}: Beanspruchung auf  Torsion

Torsion wird auch etwa als Verdrehung bezeichnet.
Je nach der Anzahl gleichzeitig wirkender Beanspruchungen wird zwischen einfachen und zusammengesetzten Beanspruchungen unterschieden. Verbreitete zusammengesetzte Beanspruchungen sind z. B. Biegung und Schub bei Balken oder Biegung und Torsion bei Kurbelwelle.

### Beanspruchungsverläufe
Der zeitliche Verlauf einer Beanspruchung, der jenem der äußeren Belastung, folgt, ist für die Beurteilung des Festigkeitsverhaltens der Werkstoffe von Bedeutung.
Eine allgemein anerkannte Klassifizierung der Beanspruchungsverläufe liegt bislang nicht vor. Allgemein wird unterschieden zwischen statischer und dynamischer Beanspruchung
- Statisch oder ruhend ist die Beanspruchung, wenn sie keine dynamischen Effekte wie z. B.  Geschwindigkeitversprödung oder Materialermüdung auslöst. Dazu können also auch  quasistatische Vorgänge gerechnet werden, die zwar zeitabhängig, aber hinreichend langsam unter zügiger Belastung ablaufen[7] wie z. B. ein  Zug- oder ein Biegeversuch.
- Dynamische Beanspruchungen verlaufen zeitabhängig und beeinflussen das Festigkeitsverhalten der Werkstoffe. Es kann primär unterschieden werden zwischen  schwingender Beanspruchung, gekennzeichnet durch einen andauernden, vorzugsweise periodisch wiederkehrenden Verlauf[6], und einer Beanspruchung, die  stoß- oder schlagartig, also kurzzeitig erfolgt.[8] Schwingende Beanspruchungen können  harmonisch, allgemein  periodisch oder  stochastisch verlaufen. Spezialfälle der harmonischen Verläufe sind die  wechselnde und die  schwellende Beanspruchung. Erstere ist charakterisiert durch den periodischen Wechsel zwischen Zug und Druck beim Mittelwert Null, letztere durch von Null ausgehendes periodischen An- und Abschwellen im Zug- oder Druckbereich.[9]

Beanspruchungsverläufe mit konstanten Parametern, z. B. Beanspruchungsgeschwindigkeit, Mittelwert, Amplitude,  Periode usw. finden sich wegen ihrer Reproduzierbarkeit vorwiegend in der Werkstoffprüfung. In der Realität liegen meist komplexere Verläufe vor, die Anteile aus verschiedenen idealen Verläufen aufweisen oder regellos erscheinen, und die auch Unterbrechungen unterschiedlicher Zeitdauer enthalten können. Bei der Beschreibung derartiger Beanspruchungsverläufe kann versucht werden, die charakterisierenden Anteile zu erkennen oder sie mit Methoden der Statistik zu erfassen.
Bei zusammengesetzter Beanspruchung können die einzelnen Beanspruchungsarten unterschiedliche Zeitverläufe aufweisen, was zu mehrachsigen, synchron oder asynchron schwingenden  Spannungszuständen führt.

## Beanspruchungsgerechte Gestaltung
Die Beanspruchung eines Körpers hängt von der Geometrie, der  Lagerung, der Belastung und allgemein auch von seinem Verformungsverhalten ab. Die aus den theoretischen Überlegungen gewonnenen qualitativen und quantitativen Erkenntnisse können dazu dienen, die Bauteilgestalt möglichst gut auf die Beanspruchung abzustimmen.
Die beanspruchungsgerechte Gestaltung zielt darauf ab, die Bauteilgeometrie so auf seine  Funktion abzustimmen, dass sie diese mit einem minimalen Werkstoffaufwand erfüllen kann. Hinter diesem Grundsatz stehen auch  ökonomische und  ökologische Zielsetzungen.